# Corona de sant Esteve

Representació heràldica de la Corona de Sant Esteve o Sacra Corona d'Hongria.

La Santa Corona hongaresa, coneguda també com a corona de sant Esteve (hongarès: Magyar Szent Korona, alemany: Stephanskrone, croat:  Kruna svetoga Stjepana, llatí:  Sacra Corona), també anomenada Sacra Corona Hongaresa, és l'única que actualment és qualificada com a «Atribut Sacre».
Es conserva, permanentment custodiada per una guàrdia d'honor, a la gran sala central del Palau del Parlament d'Hongria, a Budapest.
Les insígnies emprades en la cerimònia de coronació dels monarques hongaresos van ser la corona de sant Esteve, un ceptre, un globus imperial o món, i un mantell. Des del segle xii, tots els reis d'Hongria han estat coronats amb la mateixa corona. En l'orbe figuren les armes del rei Carles I d'Hongria (1310-1342).
El concepte de Corona Hongaresa va quedar vinculat amb els coneguts com a Territoris de la Corona de Sant Esteve, d'aquesta manera l'expressió Sacra Corona feia referència tant al símbol de l'autoritat dels monarques hongaresos com al territori en el qual exercien la seva autoritat. La rellevància que se li va atorgar a aquest símbol s'observa en el fet que es va denominar Doctrina de la Sacra Corona al conjunt de principis polítics del Regne d'Hongria (una Constitució no escrita). A més es considerava que cap monarca d'Hongria tenia completa legitimitat si no era coronat. Al llarg de la història, més de quinze reis van ser coronats amb aquesta corona. Únicament tres monarques no van complir amb aquesta tradició: Ladislau de Varna, Joan Segimon i Josep II d'Habsburg. L'últim va ser conegut sota el pseudònim d'«el rei barret», en hongarès kalapos Király, ja que precisament va portar sempre barret i no la Santa Corona.
La corona de sant Esteve va començar a ser anomenada Sacra el 1256 i a partir del segle xiv es va considerar a aquesta joia en concret més que un adorn, i es va convertir en l'únic símbol de l'autoritat reial i, per extensió, dels coneguts com a Territoris de la Corona de Sant Esteve, per tot això es pot afirmar que existia «un rei per a la Corona d'Hongria i no d'una corona per al rei d'Hongria».
Des de l'any 1401 en el segell del Regne d'Hongria va figurar la inscripció: «Segell de la Sacra Corona d'Hongria».

## Descripció
- La corona té una forma el·líptica amb una amplària de 203,9 mil·límetres i una longitud de 215,9 mil·límetres, una mida més gran que la d'un cap humà.
- El pes d'aquesta corona és de 2056 grams
- Es va recórrer a dos aliatges diferents d'or i plata per elaborar els elements de la part superior i inferior de la corona.
- En les imatges de la part superior de la corona figuren caràcters llatins i grecs a les de la part inferior.
- La part inferior és asimètrica.[1]
- S'ha constatat l'ocupació d'un elaborat sistema de mesurament en l'elaboració de la major part de les peces de la corona.[2]
- Es desconeix el lloc i l'època exacta del seu muntatge.

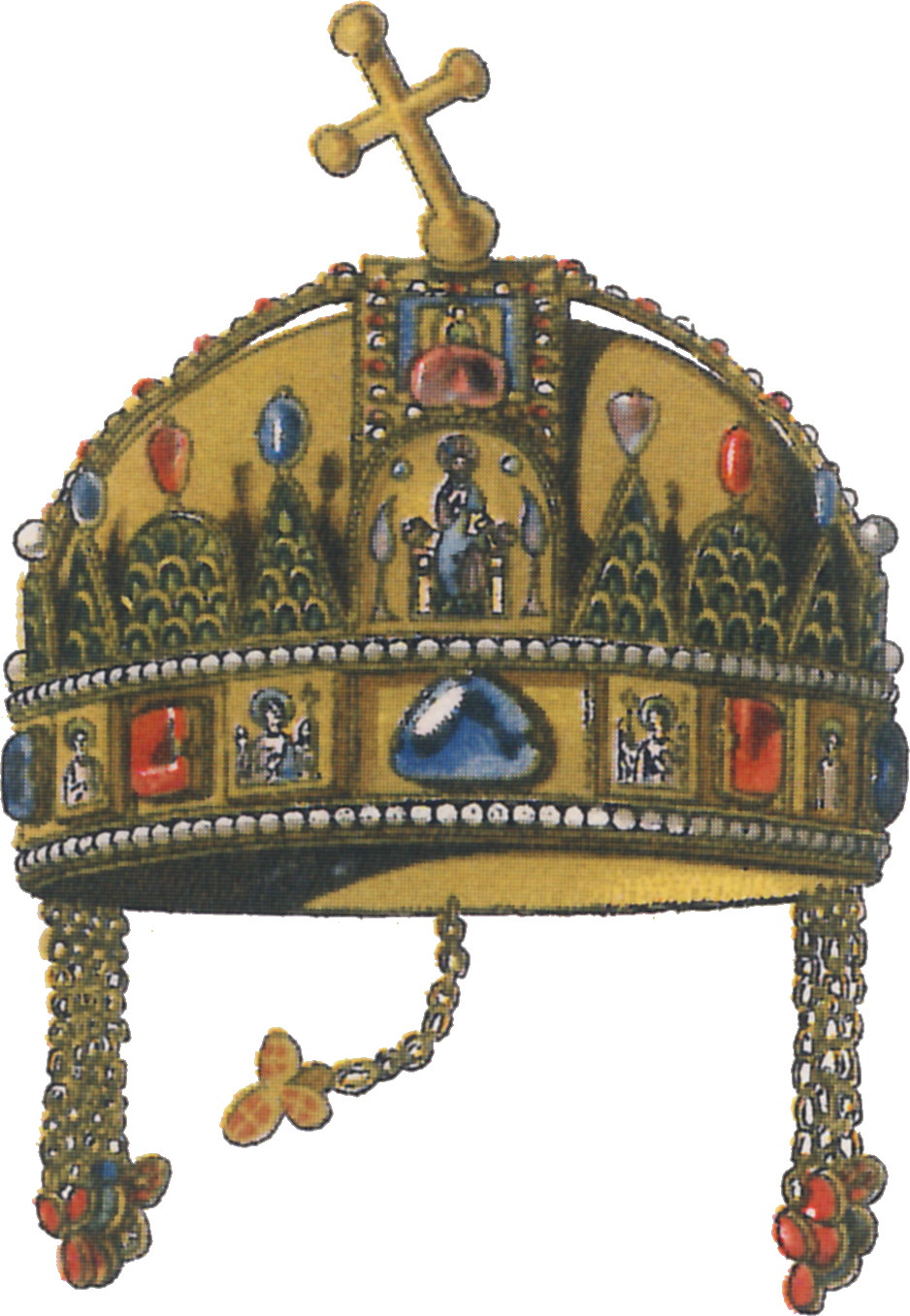
La Corona de Sant Esteve, imatge extreta del Heraldischer Atles realitzat per l'austríac Hugo Gerard Ströhl.

## Atribut sacre
D'acord amb la tradició, l'any 1000, Sant Esteve va alçar aquesta corona durant la seva coronació com a ofrena a l'Assumpció de Maria, com a senyal del compromís de la monarquia amb ella. A partir de llavors, la Mare de Déu va ser considerada Regina (Reina) a més de patrona d'Hongria. Aquesta tradició va servir com a justificació de caràcter diví per reforçar l'autoritat reial i la Doctrina de la Sacra Corona. Suposadament va ser enviada pel papa a Sant Esteve. Hauria volgut reflectir la dependència espiritual del monarca hongarès respecte del Papa, que li serviria com a justificació per no quedar subjecte al vassallatge de l'emperador i, d'altra banda, també va poder simbolitzar el compromís que el papat esperava rebre del rei perquè ajudés l'Església Catòlica a assolir els seus objectius a Hongria.
Els resultats de rigoroses investigacions científiques, que han estat acceptades per l'Església Catòlica Hongaresa, indiquen que en realitat els diferents elements que componen aquesta corona van ser muntats durant el regnat de Béla III (1172-1196).

## Origen de la Sacra Corona
D'acord amb la teoria més acceptada, recollida en publicacions de l'Acadèmia de Ciències Hongaresa i de la Conferència Episcopal Hongaresa, la Corona de Sant Esteve té dues parts diferenciades denominades Corona Graeca i Corona Latina. Va ser muntada durant el regnat de Béla III i té influències romanes d'Orient pel fet que aquest rei s'havia criat en la cort romana d'Orient.
La coronació de Sant Esteve, el primer rei d'Hongria, va simbolitzar el començament del procés de creació d'Hongria com a entitat política. No s'ha pogut determinar si es va celebrar el dia de Nadal de l'any 1000 o l'1 de gener del 1001.
El bisbe Hartvik (entre 1095-1116) va elaborar un dels primers relats sobre l'origen de la corona que va servir de base per a una tradició que afirmava que el Papa li havia enviat una corona a Sant Esteve juntament amb la seva benedicció. El relat del bisbe apareix recollit en una biografia escrita per ell entre 1100 i 1110 per encàrrec del rei Kálmán I. El bisbe Hartvik va assenyalar que Sant Esteve va enviar a l'arquebisbe Astrik d'Esztergom a Roma i li va encarregar que sol·licités en el seu nom una corona al pontífex. No obstant això el rei de Polònia, Miecislau I, que també havia enviat emissaris a Roma amb el mateix objectiu, havia de rebre una corona que ja es trobava preparada. Durant una nit al papa (en el relat no se cita el nom de cap pontífex) se li va aparèixer en somnis un àngel del Senyor que li va anunciar que arribaria un altre emissari d'un poble desconegut sol·licitant una corona. L'àngel li va indicar que hauria de lliurar-la a ell perquè aquest poble posseïa més mèrits per merèixer-la. L'endemà l'arquebisbe Astrik rebé del Papa la corona.
La llegenda del bisbe Hartvik començar a figurar en llibres litúrgics i breviaris hongaresos aproximadament a partir de l'any 1200; s'hi esmenta el papa Silvestre II i des d'aquella data va començar a estendre's pel món cristià. En 1613, el guardià de la Corona, Péter Révai va assenyalar que la Sacra Corona Hongaresa va ser donada a Sant Esteve pel papa Silvestre II. No obstant això, aquesta narració no podia ser certa, ja que el rei Miecislau I no va ser contemporani de Sant Esteve ni del papa Silvestre II. A més, en el relat de la vida de Sant Esteve, escrit en l'època en què va ser canonitzat (1083), es recull que «cinc anys després de la mort del seu pare (...) van portar una carta amb benediccions papals (...) i el Senyor va afavorir a un, Esteve, que va ser elegit rei, ungit i per fortuna coronat amb la diadema de l'honor regi». En aquesta història no s'esmenta cap corona donada per Roma. D'altra banda, en els Arxius Vaticans no s'ha localitzat cap document relacionat amb la donació d'una corona als hongaresos, circumstància que va comptar amb l'interès de l'Església Catòlica perquè provaria el seu ascendent sobre el Regne d'Hongria.

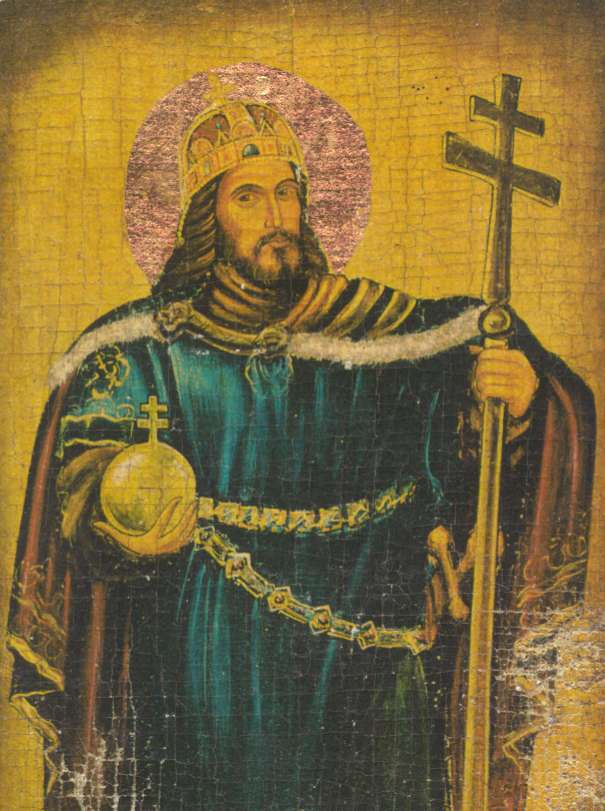
Sant Esteve.

Existeix una altra teoria, molt difosa però incerta, formulada per Thietmar von Merseburg (mort el 1018). Aquest autor va afirmar que l'emperador Otó III va acceptar que Sant Esteve fos coronat i el Papa li va enviar les seves benediccions. Alguns historiadors han defensat que també li va enviar una corona però fins ara no ha estat localitzada cap prova que ho pugui documentar.
A les dues teories més destacades - la donació pel papat i la seva creació durant el regnat de Béla III (la més probable) - se'ls uneixen altres, d'accent més romàntic, que situarien a Àsia i en un passat remot l'origen de la Corona Hongaresa.
S'ha arribat a pensar que les dues parts de la corona van poder ser elaborades en períodes diferents a causa de les diferències trobades en els estils i tècniques amb què es van realitzar les imatges esmaltades de la decoració. A aquesta circumstància se li uneix el fet que les inscripcions de la diadema són gregues i les de les bandes llatines. No obstant això s'ha de destacar que, observant aquesta joia no es troba cap indici, al marge del ja exposat, que porti a pensar que estigui formada per elements que poguessin haver-se trobat separats en algun moment.
En 1978, quan la Sacra Corona va ser retornada a Hongria pels Estats Units i van començar a realitzar-se curosos estudis, es va tornar a intentar determinar quins elements de la part superior van poder pertànyer a la corona originària del primer monarca hongarès.

## Tipus de corones
En funció del seu ús les corones podien ser:
- Corones d'ús privat, sense restriccions.
- Corones d'Estat o d'ús governamental, emprades en determinades cerimònies, com les obertures solemnes de parlaments i les coronacions.
- Corones de Successió, emprades únicament com a símbols de la transmissió del poder al successor.

Com que és una corona de successió, la Sacra Corona únicament va ser utilitzada durant les cerimònies de coronació dels reis d'Hongria, i la resta del temps va quedar sota la custòdia permanent de dos guàrdies de la Corona (koronaőr). Únicament es permetia a dues persones tocar la Sacra Corona: la persona que tenia després del monarca el títol secular (aristocràtic) de major rang a Hongria, Nádor d'Hongria, encarregat de dipositar-la sobre un coixí per al seu trasllat amb motiu d'una coronació, i l'arquebisbe d'Esztergom, que tenia el títol eclesiàstic més important, encarregat de coronar al rei.

## Disseny i imatges de la Corona
La Corona de Sant Esteve està feta d'or i decorada amb dinou imatges esmaltades, realitzades amb pedres semiprecioses, perles, i alabandina (un mineral format per sulfur de manganès). Posseeix tres parts, la diadema inferior, anomenada Corona Graeca, les dues bandes que es creuen, conegudes com a Corona Latina, i la creu de la part superior, que actualment es troba torta.
Posseeix quatre penjolls (pendilium) subjectes per cadenes a cada costat de la diadema inferior i un altre situat a la part posterior.

### Corona Grega
La Corona Graeca ("Corona Grega") és un Stéfanos o corona oberta que té una amplada de 5,2 centímetres i un diàmetre de 20,5 centímetres.
Les dues pedres tallades d'aiguamarina situades a la part posterior de la diadema van ser incorporades pel rei Maties II (1608-1619). A la imatge de la part davantera apareix representat un pantocràtor. En la vora, a la dreta i esquerra de Jesucrist hi ha les figures dels arcàngels Sant Miquel i Sant Gabriel, seguits de les figures dels sants Jordi i Demetri de Tessalònica, i de Sant Cosme i Sant Damià amb la meitat de la seva mida.
En un marc arquejat situat a la part posterior de la diadema apareix representat l'emperador Miquel VII Ducas (1071-1078). A sota, a l'esquerra es troba una imatge, amb la meitat de la seva mida, anomenada Kon. Porphyrogennetos, que pot tractar-se del germà de l'emperador Miquel, o bé del seu fill i hereu. A l'esquerra apareix una imatge del rei hongarès Geza I (1074-1077), al costat de la inscripció grega: ΓΕΩΒΙΤZΑC ΠΙΣΤΟC ΚΡΑΛΗC ΤΟΥΡΚΙΑC (Geōvitzas pistós králēs Tourkías,Géza I, fidel monarca de la terra dels turcs). El nom emprat pels romans d'Orient per referir-se als hongaresos en aquella època era turcs. Com era habitual en la jerarquia de l'Estat romà d'Orient, en la decoració de la Corona s'observa una clara diferenciació entre els títols de l'emperador i del rei hongarès, en emprar Kralj ('rei') per referir-se a Géza, que és una expressió hel·lenitzada provinent de l'eslau meridional comú. Les figures dels sants i els governants grecs apareixen representats amb halos mentre que la figura de Géza no. Els noms dels emperadors apareixen escrits en color vermell i els dels monarques hongaresos en blau fosc o negre.
Les plaques esmaltades de la decoració de la banda circular, el petit panell en què figura el Pantocràtor i la imatge de l'emperador Miquel es troben fixades a la corona mitjançant tècniques diferents. La imatge de l'emperador Miquel no va poder ser fixada a la carcassa de la mateixa manera que el Pantocràtor situat a la part frontal. Això és a causa que la carcassa es troba doblegat cap amunt, cosa que ha obligat a subjectar en les seves vores la placa amb la imatge de Miquel VII.

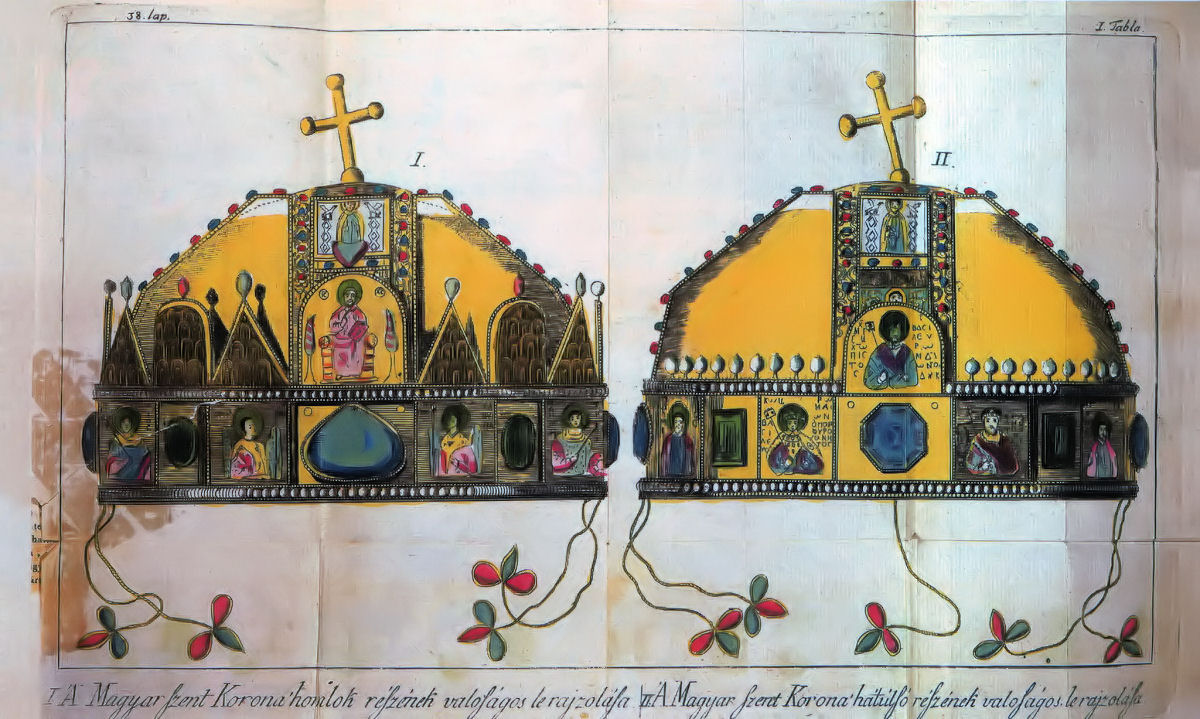
Vista frontal i posterior de la Corona de Sant Esteve en un gravat realitzat per Samuel Decsy.

Aquesta circumstància ha portat a pensar que aquesta imatge no va ser creada per decorar la corona.
S'ha observat que la Corona Grega, per la seva forma apuntada i en comptar amb plaques arquejades, és idèntica a les corones que van utilitzar les emperadrius romanes d'Orient. En realitat va arribar a Hongria aproximadament en 1075, enviada per l'emperador Miquel VII Ducas per obsequiar a l'esposa del rei Géza, que va pertànyer a la família grega dels Sinadens. No va ser una corona nova, i va poder tractar-se d'una antiga corona femenina procedent del tresor de l'emperador que va ser remodelada per a l'ocasió. És possible que les imatges esmaltades substituïssin altres, anteriors, considerades poc apropiades per a una reina d'Hongria.

### Corona Llatina
La Corona Latina que no és un objecte independent i no podia utilitzar-se sense la Corona Grega, va ser dissenyada per estar unida a la vora superior dotant-la d'una coberta amb forma voltada. La Corona Llatina es compon de quatre xapes d'or, d'una amplada de 5,2 centímetres i amb un dels seus vores unida a una placa central, de forma quadrada i amb una longitud de 7,2 centímetres a cada costat. Aquestes xapes d'or que cobreixen la part superior de la joia transformen llavors l'Stephanos o corona oberta en un stemma o corona tancada. El simbolisme d'una corona tancada implica que el portador de la joia no es troba sotmès a cap monarca.
L'escriptura de les llegendes que identifiquen les imatges dels sants representats ha facilitat pistes sobre la data en què va poder ser elaborada la Corona Llatina. Tant la majúscula T que figura en la paraula Thomas i la segona U de la paraula 'Paulus mostren l'estil característic que posseïen les lletres llatines emprades en monedes romanes d'Orient, un costum que es va abandonar a mitjan segle xi. Aquestes imatges van poder formar part d'un reliquiari o d'un altar plegable regalat a Sant Esteve pel papa. També és possible, encara que tal vegada mai sigui possible comprovar-ho, que Sant Esteve rebés la mateixa Corona Llatina com un regal d'algun Papa en senyal d'agraïment per algun obsequi seu, costum l'existència històrica del qual s'ha documentat en aquella època. No obstant això, pel seu estil, s'ha comprovat que les imatges dels apòstols no van poder ser realitzades en una data propera a l'any 1000.
Les bandes que es creuen estan decorades en les seves vores amb fileres de comptes d'or. La placa central està decorada amb dotze perles que simbolitzen als dotze apòstols. La Corona Llatina compte en la seva decoració amb un total de setanta-dues perles.
La placa central es troba adornada amb una imatge del Pantocràtor, esmaltada mitjançant una tècnica coneguda com a cloisonné. A cada banda es poden observar dues figures d'apòstols (vuit en total) que es corresponen amb els vuit primers que són citats en els Fets dels Apòstols, 1.13.

### La creu
La creu es troba unida a la resta de la corona de forma tosca, trencant la imatge de Crist que està situada a la part superior. Podria haver-se afegit durant el segle xvi. La creu de la corona va quedar torta durant el segle xvii. Probablement va poder danyar-se en el moment de tancar el cofre de ferro on és custodiada i trobar-se mal col·locada en el seu interior. Des de llavors s'ha mantingut inclinada cap a l'esquerra i així ha figurat en totes les representacions de la Corona de Sant Esteve que s'han realitzat.

### La corona en conjunt
La forma de la Corona de Sant Esteve, és molt semblant a la del kamelaukion, un tocat amb la seva part superior coberta que va ser introduït per l'Imperi Romà d'Orient i el disseny va ser utilitzat també en les corones romanes d'Orient. Durant el regnat de Béla III, van ser incorporades a la Corona Grega les bandes que es creuen en la part superior. És possible que es pretengués imitar les corones romanes d'Orient, pel fet que Béla III s'havia criat a Constantinoble. Per decorar aquestes bandes es va recórrer a una decoració semblant a la utilitzada en la Corona Grega.

## Vincles del tresor amb Sant Esteve

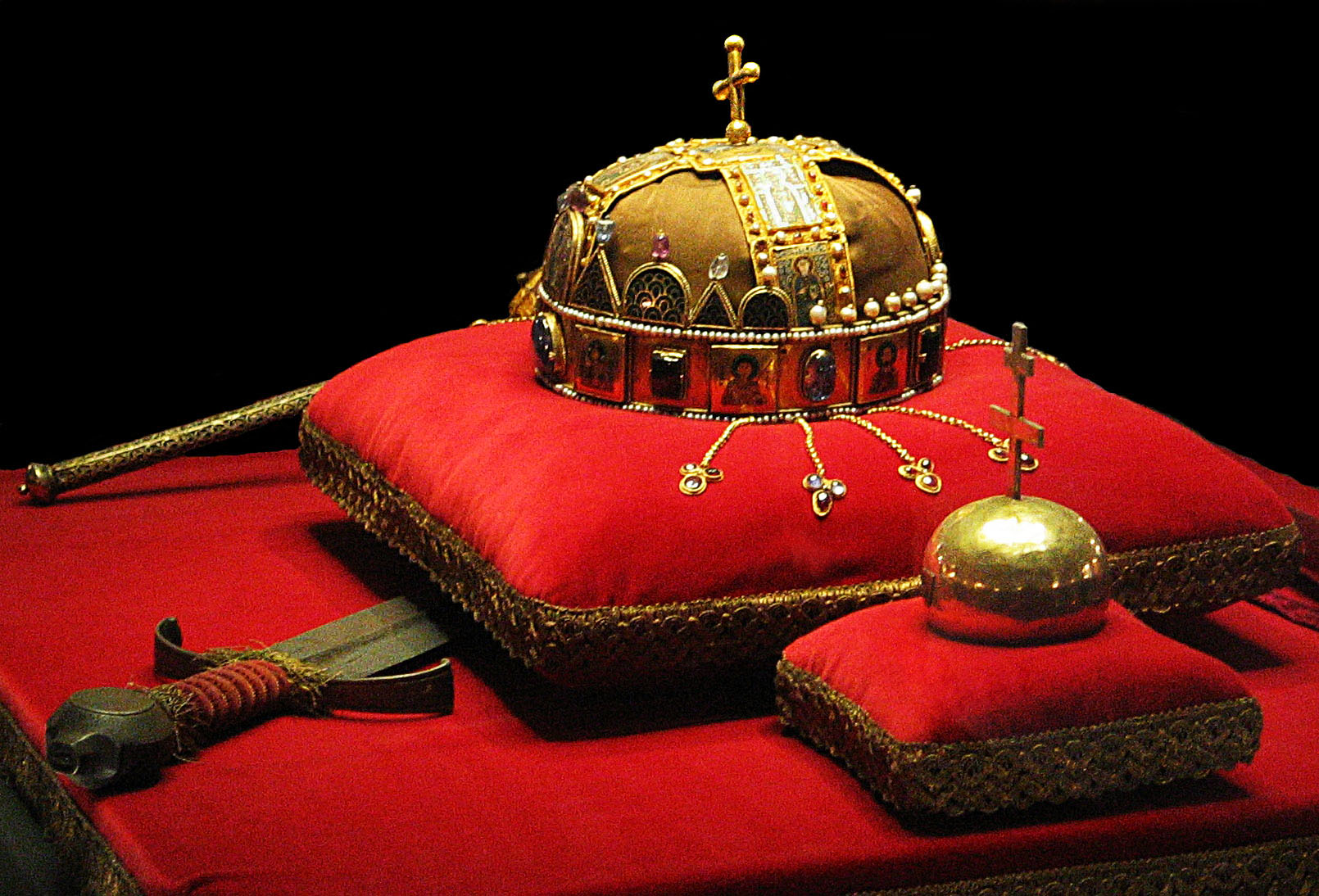
La Corona, Espasa i Globus imperial d'Hongria conservats al Palau del Parlament d'Hongria

Existeix la possibilitat que les bandes creuades de la Corona Llatina procedeixin del mateix tresor de Sant Esteve. D'altra banda, en l'època de la creació de la corona, existia l'esperança que inclogués alguns treballs anteriors d'orfebreria realitzats amb or que permetessin vincular-la amb el mateix Sant Esteve.
La inscripció brodada al mantell que va ser emprat en la cerimònia de coronació dels monarques hongaresos mostra amb certesa que Sant Esteve i la seva dona, la reina Gisela de Baviera, van ordenar la seva elaboració, que data de l'any 1031.
El ceptre utilitzat en la coronació dels reis d'Hongria, que disposa d'un orbe o món en el seu extrem superior, també pot ser de l'època de Sant Esteve. En els segells dels seus contemporanis, l'emperador Enric II i de Rodolf III de Borgonya, apareixen representats ambdós portant un ceptre amb la mateixa forma. Aquest tipus de ceptres, de petita longitud i amb un orbe en el seu extrem superior, només van ser utilitzats en aquella època.

## Concepció jurídica de la Corona Hongaresa

L'Escut d'Hongria, en el qual es pot observar la Corona de Sant Esteve.

Al començament del segle xix va ser taxada la Sacra Corona Hongaresa. El valor de la carcassa d'or i les joies que decoren la corona ascendia a 20.000 florins d'or però el seu valor artístic i simbòlic és incalculable. Carles I d'Hongria va haver de ser coronat en tres ocasions, ja que no va utilitzar la Corona de Sant Esteve fins a l'any 1310. Un exemple que mostra la importància política i simbòlica de la Sacra Corona Hongaresa, s'observa en el fet que durant el període d'entreguerres, Hongria va ser des de 1920 fins a 1946 un "regne amb el tron vacant", fins i tot després que l'últim monarca hongarès, Carles IV (Carles I com a emperador d'Àustria), intentés en dues ocasions durant 1921 recuperar el tron sense aconseguir-ho.
En aquella època, en un regne amb el rei absent, es va considerar monarca del país a la Mare de Déu a la qual es rendia culte com a Reina d'Hongria i malgrat la circumstància que el regent, Miklós Horthy, fos protestant. Es va promoure la doctrina política que reconeixia a la Corona Hongaresa personalitat jurídica. Això implicava que els poders del monarca o del govern provenien de la Corona (i que aquesta no era només el símbol de l'autoritat del rei). D'aquesta manera, en l'escut d'Hongria es va mantenir la Corona de Sant Esteve tot i que la figura del rei havia estat substituïda, de manera definitiva, per un regent. Aquesta doctrina va ser utilitzada per justificar un règim marcadament conservador i la carrera que Hongria va emprendre per recuperar els territoris de la Corona de Sant Esteve perduts, el que va arrossegar el país a una aliança amb el III Reich i a la seva derrota en finalitzar la Segona Guerra Mundial.
En l'actualitat, tot i que Hongria té una forma de govern republicana, la Corona de Sant Esteve figura a l'escut del país. Aquesta circumstància genera controvèrsia en països veïns, ja que podria simbolitzar possibles reclamacions de territoris que van pertànyer al Regne d'Hongria. Gran part de la població considera a la corona com el símbol del manteniment de la sobirania hongaresa durant un mil·lenni d'història turbulenta a Europa central. Els moviments polítics més conservadors es mostren partidaris de tornar a atorgar poders a la Corona Hongaresa i, per tant, dotar-la de personalitat jurídica.

## Història de la Corona Hongaresa

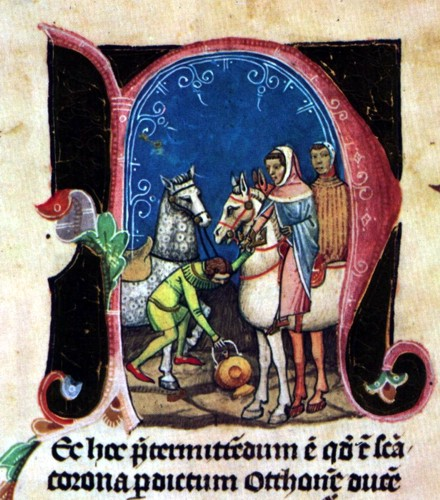
El rei Otó d'Hongria aconsegueix la Santa Corona després d'haver-la perdut pel camí en la seva fugida. Imatge de la Crònica Picta Hongaresa, Segle XIV.

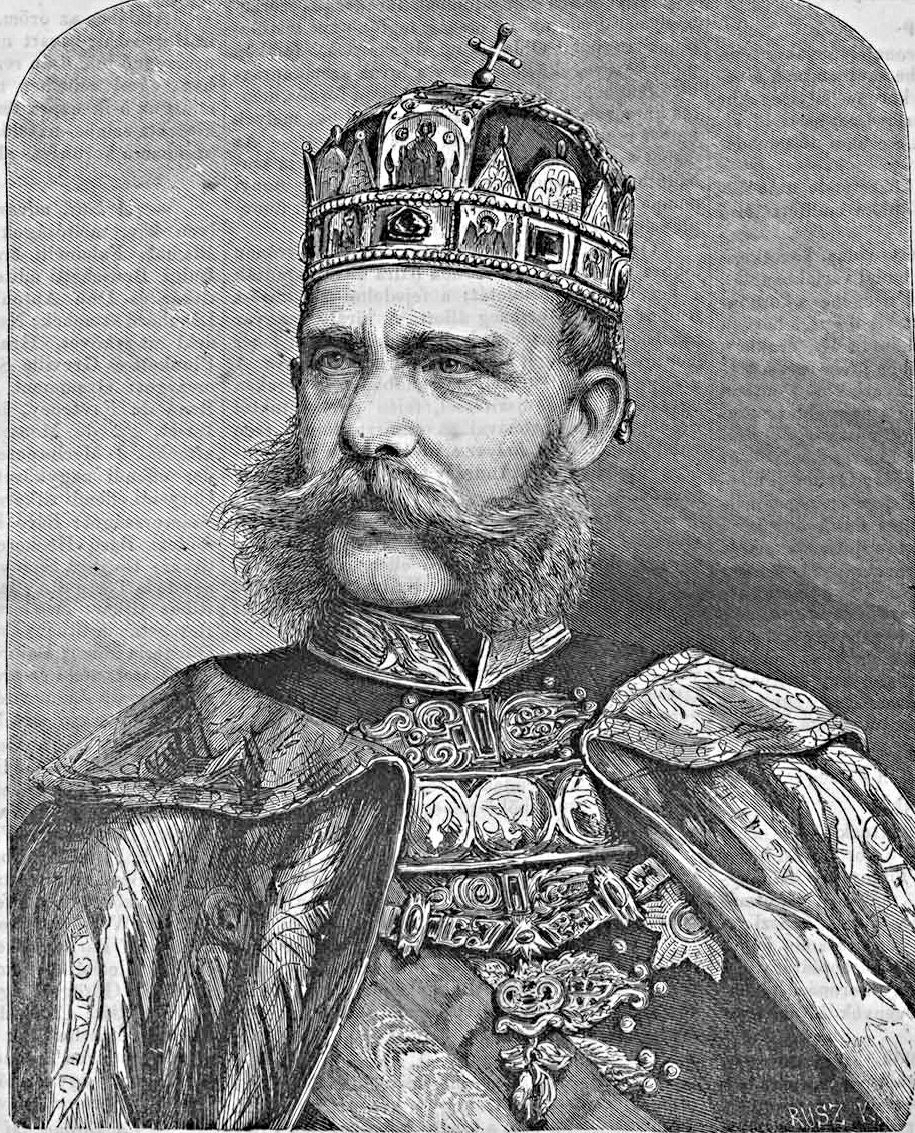
Retrat de Francesc Josep portant la Corona de Sant Esteve.

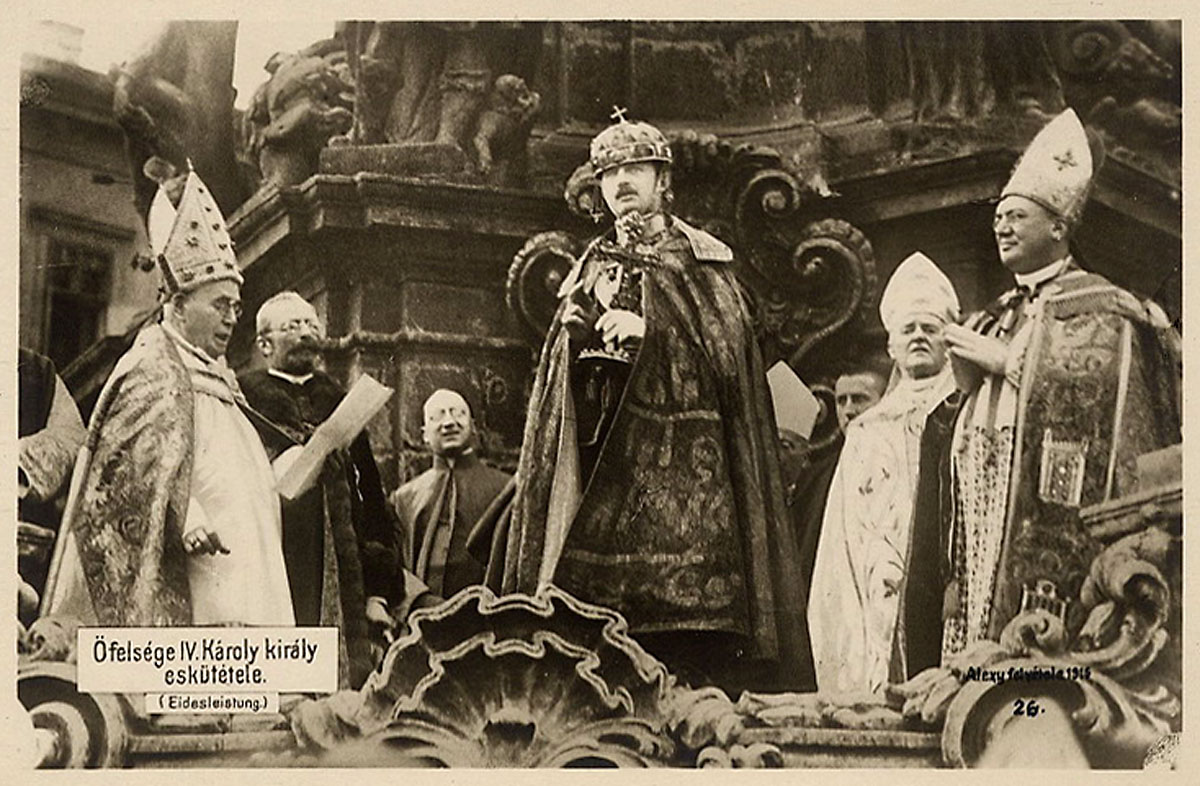
Coronació del rei Carles IV d'Hongria el 1916 a Budapest.

La Corona de Sant Esteve ha tingut una existència agitada, extraviada, recuperada i enviada fora d'Hongria en diverses ocasions. Durant el període de la Dinastia Árpád (1000 - 1301), la corona va estar a la ciutat de Székesfehérvár, lloc on se celebraven les cerimònies de coronació. Posteriorment va estar custodiada a Visegrád (Comtat de Pest); Pozsony (actual Bratislava), i a Buda. Va estar perduda el 1307 quan el rei Otó d'Hongria intentava escapar dels exèrcits rivals de l'altre pretendent al tron el posterior Carles I Robert d'Hongria. La corona havia estat amagada en un recipient per portar aigua i durant la marxa els va caure. Miraculosament, en adonar-se que faltava, van tornar l'endemà i la van trobar al mateix lloc on l'havien perdut. Aquesta eventualment va passar a mans del noble hongarès Ladislau Kan, que es negava a tornar-la a Carles Robert, fins que eventualment va ser amenaçat pel cardenal Gentilis, enviat papal. Kan, davant l'amenaça d'excomunió la va tornar immediatament i posteriorment Carles Robert va ser coronat com a rei amb la santa corona.
Durant el segle xv, després de la mort del rei hongarès Segimon de Luxemburg, el 1437 el tron va passar a Albert d'Hongria, de la Casa dels Habsburg, que havia pres com a esposa a Elisabet de Luxemburg, la filla de l'anterior rei. No obstant això caient greument malalt, Albert va morir el 1439 deixant a Isabel embarassada i en una situació política tensa, on el regne hongarès estava amenaçat pels exèrcits turcs otomans. Preveient que el tron hongarès no fos pres per un altre que no fos ella o els seus descendents, la reina li va ordenar a la seva dama de companyia Helena Kottanner, que era també nodrissa de la seva filla, que entrés al palau de Visegrád i robés la Santa Corona hongaresa amb ajuda d'un parell de col·laboradors. D'aquesta manera, el 1440 portant la corona dins d'un coixí, Kottanner va portar la joia fins a la seva reina qui aquesta mateixa nit va donar a llum al seu fill Ladislau el Pòstum, a qui van coronar com a Ladislau V d'Hongria.
Després d'això, la família reial es va veure forçada a fugir a territoris austríacs on Frederic III d'Habsburg li va donar asil i va mantenir en el seu poder la Santa Corona. Això va significar un seriós problema, ja que també s'adjudicava a si mateix el tron hongarès i quan es va haver de realitzar la coronació del jove comte Maties Corví, electe rei d'Hongria per la noblesa en 1458. Després d'unes llargues negociacions van recuperar la Santa Corona i el rei va poder ser coronat.
Després de la mort del rei Lluís II d'Hongria a la batalla de Mohács (1526), els turcs otomans van començar a ocupar el regne i el comte hongarès Joan I Szapolyai, voivoda de Transsilvània es va fer coronar com a rei Joan I d'Hongria amb la Santa Corona. No obstant això davant l'atac del sultà Solimà i les pretensions de Ferran d'Habsburg, la corona eventualment va anar a parar a mans del monarca austríac, que va ser coronat com a rei hongarès als pocs mesos.
A partir d'aquest moment, ja que gran part del regne hongarès estava ocupat, les cerimònies de coronació es van fer a la ciutat de Bratislava, que era l'assentament hongarès de majors dimensions que estava fora de l'esfera de poder otomana. Les següents coronacions es van realitzar en aquesta mateixa ciutat, que eventualment va tornar a ocupar un lloc de segona importància després que el 1686 la ciutat de Buda fos alliberada de domini turc.
Posteriorment, en fracassar la Revolució hongaresa de 1848, Lajos Kossuth va prendre la Corona de Sant Esteve i les altres insígnies reals i les va enterrar, dins d'una caixa de fusta en un bosc de salzes, proper a Orsova (Transsilvània). Recuperades, les joies de la Corona Hongaresa van tornar al Castell Reial de Buda el 1853.
Catorze anys després, el 1867, la Corona de Sant Esteve i la resta de les joies van ser utilitzades en la cerimònia de coronació de Francesc Josep com a rei d'Hongria.
L'última coronació hongaresa, celebrada també a Budapest, va tenir lloc el 30 de desembre de 1916, quan Carles d'Habsburg-Lorena va ser coronat com a Carles IV d'Hongria, cerimònia que va tenir lloc en plena I Guerra Mundial.
En ambdues ocasions la reina consort (el 1867 Elisabet de Baviera i el 1916 Zita de Borbó-Parma van portar una corona de diamants.
El 4 de maig de 1945, conclosa la Segona Guerra Mundial, les joies de la Corona d'Hongria van ser preses a Mattsee (Àustria) per la 86a Divisió d'Infanteria dels Estats Units Les joies van ser traslladades a Europa occidental i finalment lliurades a l'exèrcit nord-americà per evitar que caiguessin en mans de la Unió Soviètica. Durant gran part de la Guerra Freda, les joies van estar dipositades al Dipòsit de la Reserva Federal dels Estats Units, que es troba en Fort Knox (Kentucky), al costat de les reserves d'or dels Estats Units i altres peces històriques de valor incalculable. El 6 de gener de 1978, després de realitzar una exhaustiva investigació per confirmar l'autenticitat de la Corona, les joies van ser retornades al poble hongarès per ordre del president dels Estats Units Jimmy Carter. La investigació esmentada ha servit de base per a gran part dels coneixements sobre les insígnies dels monarques hongaresos actualment disponibles.
Després de la caiguda del comunisme, la Corona de Sant Esteve va tornar a figurar en l'escut d'Hongria. El 1990 l'Assemblea Nacional va decidir recuperar l'anterior a la Segona Guerra Mundial i no l'escut de 1849, de Lajos Kossuth, que no incorporava la corona.
Hongria és l'únic país Europa que conserva, gairebé íntegrament, un conjunt d'insígnies de coronació creat durant l'edat mitjana. L'1 de gener de 2000, la Sacra Corona Hongaresa, el ceptre, l'orbe i l'espasa van ser traslladats al Palau del Parlament d'Hongria. Només el mantell de la coronació es conserva al Museu Nacional d'Hongria.
Les restes de l'extens mantell de la coronació es conserven en una càmera amb gas inert a causa del seu deteriorament. A diferència de la corona i la resta de les insígnies, es pensa que el mantell va ser utilitzat per Sant Esteve i elaborat aproximadament l'any 1030. En alguns còdexs es recull que el mantell va ser un obsequi realitzat per la reina, Gisela de Baviera, i unes monges.

## Curiositats
- La Corona de Sant Esteve apareix representada en el quadre L'últim somni d'Artur a Àvalon d'Edward Coley Burne-Jones.
- Franz Liszt va compondre el 1867 la Missa de la coronació hongaresa per a la coronació de Francesc Josep I d'Àustria.[9]